# The Muffins
The Muffins sono stati un gruppo musicale progressive rock/avant-jazz statunitense. Formatisi a Washington nei primi anni settanta, si stabilirono nel Maryland e registrarono quattro album prima di sciogliersi nel 1981.
 Nel 1998 si riformarono e realizzarono altri cinque dischi, più un DVD. Lo stile della band è ispirato al jazz d'avanguardia, al rock progressivo, alla musica del ventesimo secolo e alla scena di Canterbury,
 e il suo operato si situa in un "genere underground" che Perfect Sound Forever chiamò "il lato avant-garde del jazz-rock progressivo americano degli ultimi giorni", che pone "la gioia della creazione al di sopra delle preoccupazioni commerciali". The Rolling Stone Record Guide definì il complesso "i cugini americani spirituali degli Henry Cow e Soft Machine", e AllMusic descrisse la loro musica "un'unione fuori dal comune del progressive di Canterbury, fusion, improvvisazione e di molto altro".
The Muffins suonarono in molteplici posti, tra cui il Symphony Space di Broadway (con Marion Brown nel 1979), e manifestazioni, come lo ZU Manifestival di New York City (1978), il Villa Celimontana di Roma (2000), il Progday (2001, 2002 e 2010), NEARfest (2005) e il festival di Rock in Opposition in Francia (2009).

## Storia
Nel 1973, il tastierista e sassofonista Dave Newhouse, il chitarrista Michael Zentner e il bassista Billy Swann, delusi dallo scarso livello qualitativo del panorama musicale americano, decisero di formare un proprio gruppo. Si trasferirono, senza ancora un nome, in una fattoria a Gaithersburg, Maryland. Come dono d'accoglienza ricevettero dei muffins al mirtillo da un amico che, giungendo, esclamò: "The muffins are here!" ("I muffin sono qui!"). Sentendo quella frase quasi come fosse un annuncio di presentazione, decisero di chiamarsi The Muffins e la fattoria la casa di Buba Flirf.
Si ispirarono allo stile musicale di Canterbury (Soft Machine, Caravan e altri), che stava crescendo in quel periodo. Nel 1974, il sassofonista Thomas Scott, appassionato di complessi quali Soft Machine e Gentle Giant, entrò a far parte della band, sebbene si fosse formato nella musica classica e nel jazz da big band. Stuart Abramowitz fu il primo batterista stabile, a partire dal 1975, ma già a luglio del 1976, assieme a Zentner, abbandonò il progetto. I musicisti rimanenti decisero di andare avanti senza un chitarrista e un batterista, esplorando i territori dell'improvvisazione. Alla fine di quell'anno trovarono un batterista "avventuroso", Paul Sears, che, secondo Scott, "[aprì] i Muffins".
The Muffins cominciarono da quartetto a plasmare "un suono unico su base strumentale", mischiando improvvisazione e composizione e guardando agli Henry Cow, i quali ebbero un forte impatto sui membri del gruppo. Newhouse infatti disse che Living in the Heart of the Beast del loro album In Praise of Learning "ebbe una tremenda influenza su di me." Tra il 1975 e il 1976 i Muffins incisero diverse demo, ma non le pubblicarono, se non alcune che vennero inserite nel disco Chronometers, uscito per Cuneiform Records nel 1993.
Il gruppo ebbe difficoltà a inserirsi nella scena musicale del Maryland/Virginia/Distretto di Columbia music scene. La reazione alle sue esibizioni fu segnata spesso dall'indifferenza, ma si andò ugualmente a costituire, lentamente, "un culto di seguaci piccolo ma rabbioso". Nel 1977 The Muffins si spostarono in una nuova abitazione a Rockville, Maryland, che convertirono in studio di registrazione. Fondarono anche una propria etichetta discografica indipendente, la Random Radar Records, per pubblicare la propria musica e quella di altri artisti "locali che la pensano allo stesso modo". L'anno successivo realizzarono il primo album, Manna/Mirage, che venne ben accolto dalla stampa e venne mandato in onda da diverse radio collegiali. La New Gibraltar Encyclopedia of Progressive Rock lo reputò un primo approccio americano allo stile degli Henry Cow, e Chris Cutler e Fred Frith, membri del complesso, lo apprezzarono molto. Frith, dopo lo scioglimento del progetto ad agosto 1978, si trasferì a New York e successivamente suonò con i Muffins a Washington. Nel novembre 1979 decise di incidere con loro allo studio di Rockville di Tom Scott alcuni pezzi del suo album Gravity. In cambio, produsse e registrò il loro disco <185>, pubblicato nel settembre del 1980, che "ci [diede] nuovi e interessanti suoni, [e] un poco di credibilità e di riconoscimento internazionali che ci mancavano."
Tuttavia l'accoglienza di <185> fu tiepida e i Muffins decisero di separarsi. Swann andò a suonare nel gruppo new wave Urban Verbs, mentre Sears formò il complesso progressive rock Chainsaw Jazz. Newhouse si aggiunse alla band Skeleton Crew, di supporto a Frith nei suoi tour europei, e divenne un insegnante di scuola, laddove Scott aprì uno studio di registrazione.

### Reunion
All'inizio degli anni novanta i Muffins tornarono insieme brevemente per suonare a una festa privata. Nel 1998 Newhouse, Swann, Scott e Sears decisero di riformare ufficialmente la band. Cuneiform Records aveva già ripubblicato tutti i loro album in CD e fatto uscire del materiale inedito in Open City e Chronometers. Per la casa discografica il gruppo registrò alcune jam che poi confluirono nel sampler Unsettled Scores, in cui gli artisti della Cuneiform suonavano ognuno la musica degli altri. Newhouse raccontò che "La chimica era incredibile. Era come se non avessimo mai smesso di suonare." Pubblicarono un album dal vivo, Bandwidth, seguito dopo due anni da Double Negative. Nel 2002 i Muffins tennero un concerto all'Orion Sound Studios di Baltimora; l'evento venne filmato e distribuito in DVD nel 2003 con il titolo Live at Orion.
Tra gli altri live, ci furono quello di Villa Celimontana Jazz Festival di Roma nel 2000, del Knitting Factory di New York City nel 2001, del Progday in Carolina del Nord nel 2001, 2002 e 2010 (con un'introduzione di Giorgio Gomelsky), del NEARfest in Pennsylvania del 2005, e del festival di Rock in Opposition in Francia nel 2009.

### Nuovo scioglimento
Nell'aprile del 2016, Sears comunicò che "The Muffins non ci sono più", avendo suonato il loro ultimo concerto all'Orion Sound Studios a metà maggio del 2015, per le riprese del documentario Romantic Warriors III: Canterbury Tales. Tuttavia, rassicurò che i quattro membri avrebbero continuato a lavorare in varie combinazioni di duo e trio in futuro. Inoltre affermò che sia il materiale recente sia quello d'archivio avrebbero continuato a essere pubblicati.

## Formazione
- Dave Newhouse – piano, organo, sassofono baritono e tenore, clarinetto basso, percussioni (1973–2016)
- Billy Swann – basso elettrico, chitarra elettrica, percussioni, canto (1973–2016)
- Michael Zentner – chitarra, violino (1973–1976)
- Thomas Scott – tastiere, sassofono contralto e soprano, clarinetto contralto e soprano, oboe, fagotto, cantor, tromba, flauto, percussioni (1974–2016)
- Mike Apparetti – batteria (1974)
- Michael Bass – batteria, percussioni accordate (1975)
- Stuart Abramowitz – batteria (1975–1976)
- Paul Sears – batteria, percussioni, chitarra, trombone (1976–2016)

## Discografia

### Album in studio
- Manna/Mirage (1978)
- <185> (1981)
- Palindrome (2010)
- Mother Tongue (2012)

### Album dal vivo
- Air Fiction (1979)
- Bandwidth (2002)
- Air Live (2002)
- Double Negative (2004)

### Antologie
- Open City (1985)
- Secret Signals 1 (1989)
- Secret Signals 2 (1992)
- Chronometers (1993)
- Secret Signals 3 (1996)
- Loveletter #1 (2001)
- Loveletter #2 (2005)
- Baker's Dozen (2022)

### Video
- Live at Orion (2003, DVD)

### Apparizioni in altri album
- AA.VV.: A Random Sampler (1977)
- Fred Frith: Gravity (1980)
- AA.VV.: Recommended Records Sampler (1982) – due estratti da Chronometers
- AA.VV.: Unsettled Scores (1995) – includes one Muffins track
- AA.VV.: Cuneiform Progressive II (2002)

## Filmografia
- 2015: Romantic Warriors III: Canterbury Tales (DVD)